# Viktorija
Snežana Mišković, művésznevén Viktorija (Vučitrn, 1958. december 19.) szerb énekesnő.

## Életrajza
1976-ban Belgrádba költözött. 1981-ben megalakította az Aska nevű formációt Snežana Stamenković-csal és Izolda Barudžijával 1982-ben a Halo, halo című dallal Jugoszláviát képviselték az Eurovíziós Dalfesztiválon. A trióból nem sokkal később kilépett. 1986-ban hozta létre a Viktorija nevű együttest, melyet később művésznévként vett fel, miután a rajongók a zenekart az ő személyével azonosították. 1997-ben vonult vissza, a rá következő évben jelent meg egy válogatáslemeze. 2000-ben rövid időre közreműködött a Nostalgija című album felvételein, 2005-ben pedig a Beovizija fesztiválon a Kaži, sestro című számot, amellyel hatodik helyezést ért el. 2009-ben A farm című valóságshow szerb változatában is feltűnt.

## Lemezei
- Spavaćeš sam (1988)
- Ja verujem (1991)
- Ja znam da je tebi krivo (1995)
- Kad gužva prođe (válogatás, 1988)